# Унгудул
Унгудул — деревня в Нижнеудинском районе Иркутской области

## География
Деревня находится в 110 км от Нижнеудинска и в 8 км от Катарбея.

## История
Первые жители появились в селе в 1907 году.
Начальная школа ликвидировна в 2003 году.

## Население
По данным Всероссийской переписи населения 2010 года население НП составило 60 человек.
| 2002 | 2010 | 2011 | 2012 |
| ---- | ---- | ---- | ---- |
| 148  | ↘60  | →60  | →60  |

## Власть
Деревня в административном плане относится к Катарбейскому муниципальному образованию Нижнеудинского района
Иркутской области